# 程荣斌
程荣斌（1930年11月25日—2013年4月14日），中国山西左权县人，知名法学家。
曾参与中华人民共和国第一部刑事诉讼法的起草和创制工作。
知名学生有汪建成、甄贞等人。
2013年4月14日，于北京逝世。